# Luis Hernando de Larramendi
Luis Hernando y de Larramendi (Madrid, 27 de septiembre de 1882 - 1957) fue un abogado, escritor y político tradicionalista español. 

## Biografía

### Primeros años y formación
Era hijo de Mariano Hernando Ruiz (†1913), médico nacido en Riaza, y de la madrileña de origen alavés Luisa Larramendi Serrano. Era nieto por vía paterna de Mariano Hernando y Leandra Ruiz, y por vía materna de Miguel Larramendi y Joaquina Serrano. De muy joven se marchó a París, donde su padre construyó una plaza de toros en la Plaza del Trocadero para la Exposición Universal de 1889.
Estudio derecho en Madrid, donde obtuvo la licenciatura en Derecho.

### Vida política
Se dio a conocer como abogado en 1906 al alcanzar la absolución de Aquilino Martínez Herrero, hombre de confianza de José Nakens, en el juicio contra el magnicida Mateo Morral. Posteriormente fue miembro de la Juventud Carlista Madrileña y de los Luises, juventudes ligadas a los jesuitas. Trabajó como secretario general del reclamante Jaime de Borbón, caudillo de la Comunión Tradicionalista, al que permaneció fiel tras la escisión de Juan Vázquez de Mella. Fue candidato jaimista por la Provincia de Oviedo en las elecciones generales de 1910. Posteriormente, en 1935, figura designado como Delegado Especial tradicionalista para el Reino de León.
Durante la dictadura de Primo de Rivera se negó a integrarse en la Unión Patriótica y se apartó de la política. En las elecciones de 1931 fue nuevamente candidato tradicionalista por Madrid. En la siguiente convocatoria electoral de 1933 se presentó dentro del Bloque Nacional y en las elecciones de 1936 fue candidato por Tarragona en las listas del Frente Catalán de Orden. No logró acta de diputado en ninguna de sus candidaturas. En 1931 fundó la revista Criterio: revista semanal de orientación política y literaria, en la que colaboraron Víctor Pradera y José María Pemán. También se destacó como un gran orador tradicionalista. Durante la Guerra Civil Española se trasladó a San Sebastián, donde colaboró en La Voz de España.
Después de la guerra se negó a reconocer la legitimidad del gobierno del general Franco y se dedicó a escribir El sistema tradicional, compendio de sus teorías de cómo debía ser organizado el Estado carlista, que publicaría en 1952.
Se casó con María de Montiano y Uriarte, con quien tuvo varios hijos, entre ellos, Ignacio Hernando de Larramendi y Montiano (1921-2001), empresario organizador de MAPFRE.

## Obras

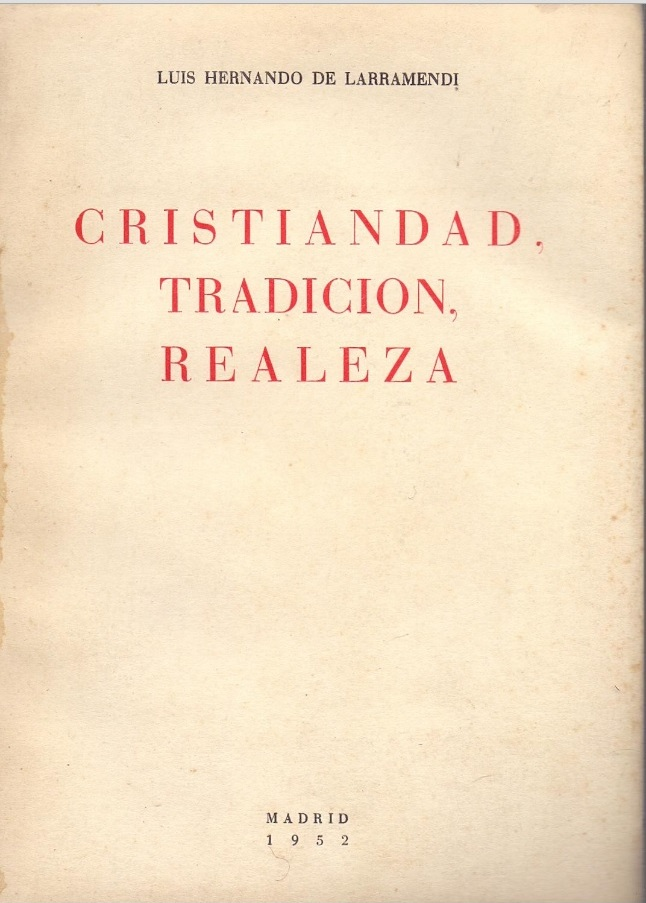
Cristiandad, Tradición, Realeza

#### Libros:
- Como defendernos de las escuelas laicas (Zaragoza, Biblioteca de La Paz Social, 1910).
- En la avanzada (Madrid, Imprenta de San Francisco de Sales, 1911-1914).
- Papá, ¡Ministro! Sátira cómica en un acto (Madrid, Imprenta del Asilo de Huérfanos del Sagrado Corazón de Jesús, 1918).
- Crisis del Tradicionalismo. Omisiones y desvaríos de Mella. La salud de la Causa (Madrid, Imprenta del CE, 1919).
- Guía sociológica de aspirantes al matrimonio. Centón enciclopédico de filosofía científica materialista sedantísima (Madrid, El Correo Español, 1920).
- El sistema tradicional, escrita en 1937, publicada en 1952 con el nombre de Cristiandad, tradición, realeza (Madrid, Cálamo, 1952).